# B17 Nantes
Pour les articles homonymes, voir B17.
 (octobre 2012).
B17 Nantes est un lieu autogéré de Nantes qui regroupe divers partis politiques, syndicats, associations et collectifs.

## Historique
Son nom fait référence à son adresse située au 17 rue Paul-Bellamy (Bellamy 17).
Son histoire commence en 1981 avec l'installation de l'association l'Atelier, un garage automobile associatif et coopératif. 
À partir de 1997 divers groupes et collectifs se réunissent dans les locaux. 
À partir de 2000 se pose la question de la gestion du lieu et la décision est prise de créer un collectif de gestion.

## Les locataires
En 2015, les membres actifs de B17 sont :
- L'Atelier créé en 1981 ;
- La Confédération nationale du travail (CNT) ;
- Le Sel nantais, système d'échange local de biens et de services au moyen d’une unité, le temps, non convertible en euros ;
- La Coopart, coopérative participative d'achat de produits biologiques ;
- Le Groupe nantais pour la décroissance (GND) ;
- Huile, association basée à Nantes ayant pour buts de valoriser les productions d'énergie ;
- Indymedia Nantes ;
- Le Nouveau Parti anticapitaliste (NPA) ;
- Linux Nantes ;
- Le SCALP No Pasaran de Nantes ;
- Le Théâtre de l’Opprimé(e) de Nantes, créé en 1995 ;

Sont aussi présents d'autres groupes féministes, écologistes, de lutte ou de spectacles culturels, comme :
- La Fédération anarchiste (FA) ;
- Le collectif « Action Antifasciste Nantes » ;
- Faimaison, fournisseur d'accès internet associatif à Nantes ;
- Le collectif pour la réduction de l'affichage publicitaire à Nantes ;
- L'association 44=Breizh dont l'objectif est le rattachement de la Loire-Atlantique à la région Bretagne pour la réunification de la Bretagne ;
- Collectif de lutte contre le projet d'aéroport du Grand Ouest de Notre-Dame-des-Landes.

## Vie du lieu
Ce local est très connu à Nantes et au niveau national[réf. nécessaire] dans les milieux libertaires et altermondialistes.
B17 est fréquemment victime de dégradations revendiquées par des groupuscules d'extrême droite[réf. nécessaire].